# مکئه
مکئه (به پرتغالی: Macaé) یک منطقه شهری در برزیل است که در ریو دو ژانیرو واقع شده‌است. مکئه ۱٬۲۱۶ کیلومتر مربع مساحت و ۲۳۹٬۴۷۱ نفر جمعیت دارد.

## خواهرخوانده
شهرهای استاوانگر و فارا فیلیوروم پتری خواهرخوانده‌های مکئه هستند.